# Carl Peter Söderlöf
Carl Peter Söderlöf, född 22 november 1743, död 9 juli 1818, var en svensk riksdagsledamot och politiker.

## Biografi
Carl Peter Söderlöf föddes 1743. Han arbetade som handlande i Söderköping och avled 1818.
Söderlöf var riksdagsledamot för borgarståndet i Söderköping vid riksdagen 1786.